# Bosmina
Bosmina is een geslacht van watervlooien uit de familie van de Bosminidae. Taxonomisch is het een van de moeilijkste geslachten van de watervlooien. Binnen dit geslacht worden subgenera onderscheiden.

## Soorten
- Bosmina (Eubosmina) coregoni Baird, 1857
- Bosmina (Eubosmina) crassicornis Lilljeborg, 1887
- Bosmina (Bosmina) longirostris (O. F. Müller, 1785)
- Bosmina (Eubosmina) longispina Leydig, 1860